# (1418) Fayeta
(1418) Fayeta es un asteroide perteneciente al cinturón de asteroides descubierto por Paul Götz el 22 de septiembre de 1903 desde el observatorio de Heidelberg-Königstuhl, Alemania.

## Designación y nombre
Fayeta se designó al principio como 1903 RG.
Posteriormente, fue nombrado en honor del astrónomo francés Gaston-Jules Fayet (1874-1967), quien fuera director del observatorio de Niza.

## Características orbitales
Fayeta orbita a una distancia media de 2,241 ua del Sol, pudiendo alejarse hasta 2,698 ua. Su inclinación orbital es 7,195° y la excentricidad 0,2039. Emplea en completar una órbita alrededor del Sol 1225 días.